# Bavayia kanaky
Bavayia kanaky — вид геконоподібних ящірок родини диплодактилідів (Diplodactylidae). Ендемік Нової Каледонії. Описаний у 2022 році. 

## Поширення і екологія
Bavayia kanaky мешкають в горах Центрального хребта у центральній частині Нової Каледонії, від Саррамеа до гори Меназі і Канали. Вони живуть в густих тропічних лісах, на висоті від 150 до 900 м над рівнем моря.